# Wacław Ostroróg

Herb Nałęcz, Wappen des Wacław Ostroróg

Wacław Ostroróg Herb Nałęcz (* vor 1501; † 1527) war Kastellan von Kalisz und als Sohn des Posener Woiwoden Jan Ostroróg Teil des wohlhabenden Ostroróger Adelsgeschlechtes.

## Leben und Bedeutung
Seine Mutter war die Prinzessin Helena Raciborska. Seinem Bruder Stanisław Ostroróg, der Vorgänger als Kastellan von Kalisz war, soll Kaiser Maximilian I. 1516 den Reichsgrafenstand verliehen haben. Zusammen mit seinem Bruder Stanisław studierte er in Wien. Nach dem Tod des Vaters 1501 kam es zwischen ihnen zu Streitigkeiten über Vermögenswerte. Im Jahr 1515 wurde vor dem König ein Schlichter zur Aufteilung unter den Brüdern ernannt. Nach dem Tode seines Bruders 1519 löste sich das Problem von selbst, und er wurde Kastellan von Kalisz. Da seine nachfolgenden Verwandten ohne Nachkommen starben, wurde sein Landbesitz zu einem der größten in Großpolen.
Wacław Ostroróg und Urszula von Kutno-Potocka hatten vier Kinder, von denen die beiden Söhne als Führer der Reformation in Großpolen in die Geschichte eingingen:
- Jakub Ostroróg (1516–1568), Generalstarost von Posen
- Stanisław Ostroróg (1519–1568), Kastellan von Międzyrzecz und Kamień Pomorski
- Anna Jaktorowska, geb. Ostroróg
- Anna Opacka Herb Prus III, geb. Ostroróg